# Sportvliegtuig

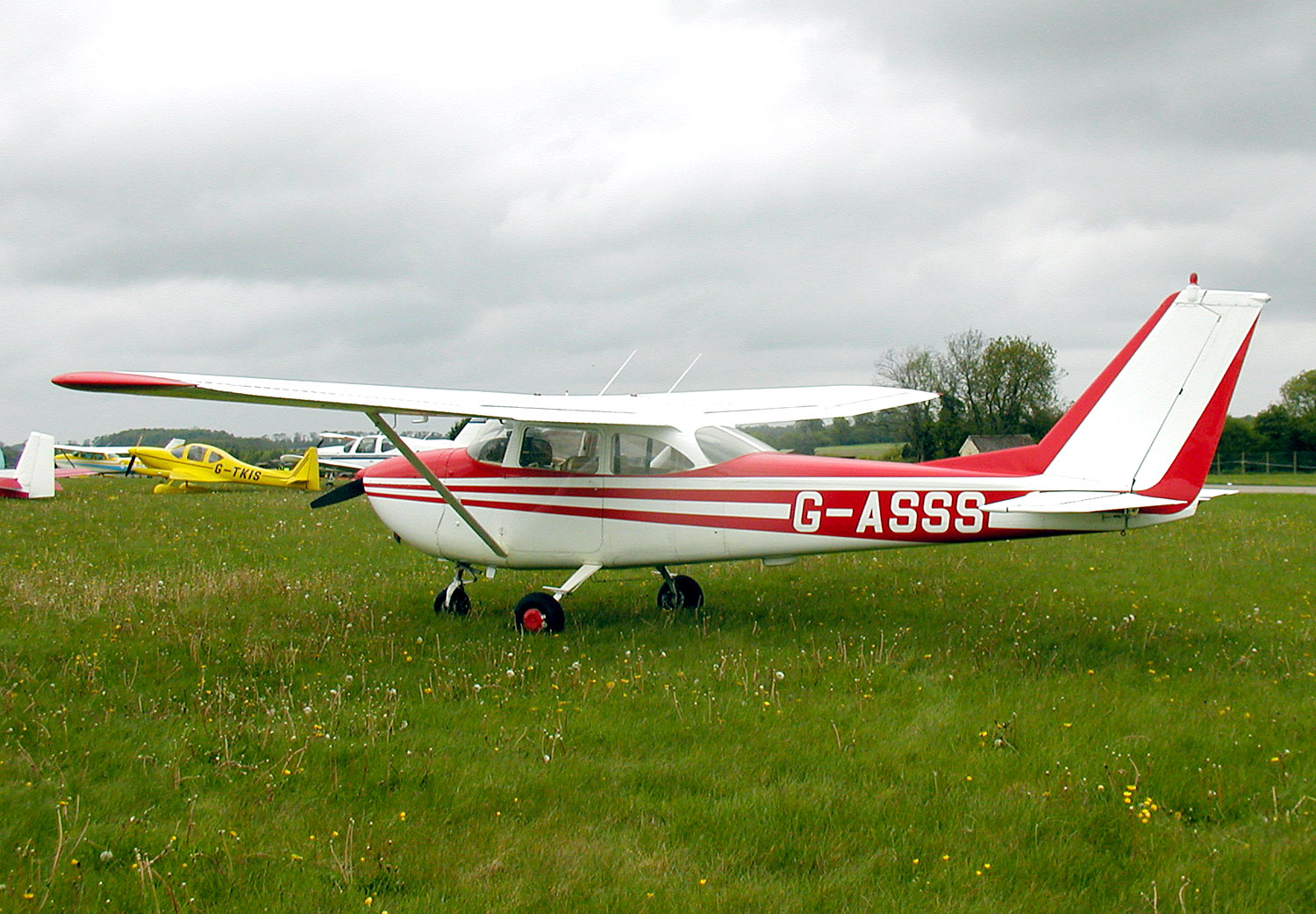
Sportvliegtuig type Cessna 172E

Een sportvliegtuig is een licht vliegtuigje dat gebruikt wordt voor vliegen voor hobbydoeleinden.
Er worden meestal rondvluchten mee gemaakt. Behalve de piloot kunnen meestal twee à drie passagiers aan boord.
Voor het vliegen met een sportvliegtuig is een brevet (RPL of PPL) nodig. Een sportvliegpiloot mag zijn passagiers alleen een evenredig deel van de kosten van de vlucht laten vergoeden (hij moet zelf ook meebetalen), anders geldt de vlucht als een commerciële vlucht en gelden heel andere regels.